# Linea C (metropolitana di Lione)
La linea C della metropolitana di Lione è linea di metropolitana che serve la città di Lione, in Francia. Inaugurata nel 1974, parte della linea è a cremagliera in quanto riprende il percorso di una funicolare dismessa.

## Elenco delle stazioni
- Hôtel de Ville - Louis Pradel
- Croix-Paquet
- Croix-Rousse
- Hénon
- Cuire